# Feliniopsis segreta
Feliniopsis segreta är en fjärilsart som beskrevs av Emilio Berio 1966/67. Feliniopsis segreta ingår i släktet Feliniopsis och familjen nattflyn. Inga underarter finns listade i Catalogue of Life.